# Панде (газове родовище)
Панде — газове родовище у Мозамбіку, знайдене у 1961 році компанією Gulf Oil. На відміну від гігантських родовищ, відкритих на шельфі цієї країни на початку 21 століття, Панде розташоване на суші у 20 км від узбережжя (у 600 км на північний схід від столиці країни Мапуту).

## Опис
Виявлене у 1961 році свердловиною глибиною понад 3500 метрів. Поклади вуглеводнів знайдені у відкладеннях широкого спектра геологічних епох — від крейдової до кайнозойської. До 1966-го пробурено ще чотири розвідувальні свердловини, що підтвердили суттєвість відкриття. При цьому на свердловині Pande-4 у 1965 році стався неконтрольований витік газу, що тривав 459 днів, поки не був припинений подачею важкого бурового розчину через спеціально споруджений боковий ствол Pande 4D. Процес дорозвідки був зупинений крахом португальської колоніальної системи, який призвів до надбання незалежності Мозамбіком. Проте в кінці 1980-х розвідка продовжилась за участі фахівців з СРСР, коли управлінням «Тюменьгеологія» було пробурено ще 6 свердловин.
Запаси газу родовища Панде оцінюються у 113 млрд м3, в тому числі 77 млрд м3 по категорії підтверджених (Р1).
Розробка родовища почалась лише на початку 2000-х разом із розташованим південніше родовищем Темане, на якому спорудили установку підготовки газу, і стала можливою завдяки трубопроводу до Південно-Африканської Республіки (газопровід Темане-Секунда).